# Temperatura zapłonu
Temperatura zapłonu – minimalna temperatura, w której dana substancja wytwarza taką ilość pary, że ulega ona zapaleniu się po zbliżeniu płomienia.